# Transaction Processing Facility
Transaction Processing Facility (TPF) is een besturingssysteem voor hoge-transactie systemen, ontwikkeld door IBM. De oorspronkelijke naam was Airlines Control Package (ACP). ACP is ontwikkeld door IBM i.s.m. verschillende luchtvaartmaatschappijen (American Airlines, Delta Air Lines en United Airlines) die behoefte hadden aan zo'n soort systeem.
TPF is misschien wel het meest onderschatte besturingssysteem. Het wordt gebruikt door de grootste niet-militaire systemen ter wereld en er het is zo snel dat het niet ter vergelijken is met enig ander transactiesysteem.
In Nederland wordt TPF alleen gebruikt door het computerreserveringssysteem van de KLM.
De meeste klanten zijn werkzaam in de luchtvaartindustrie (Amadeus, Worldspan/Galileo, Airlines Inventory Systems). Ook creditcard maatschappijen (American Express en VISA) maken gebruik van TPF.